# Grupo Rajatabla
El grupo Rajatabla es un grupo de teatro establecido en Caracas, Venezuela. Probablemente, la compañía de teatro de Venezuela que ha alcanzado mayor fama.
Rajatabla fue fundado en 1971 por el director argentino Carlos Giménez, Xulio Formoso y Francisco Alfaro, a partir de un grupo de jóvenes actores y estudiantes del Taller de Teatro del Ateneo de Caracas.

## Historia
La primera obra que ponen en escena se titula Tu país está feliz, la cual presenta una serie de canciones basadas en diversos  poemas del poeta brasilero Antonio Miranda. Fue tal el éxito de esta obra que se mantuvo en escena 3 años, que deciden constituir un grupo estable de teatro. Carlos Giménez logró que por primera vez el gobierno venezolano otorgara subsidios a la cultura, a cambio de funciones en el interior del país. Dichos subsidios eran para grupos de teatro, danza, música y literatura.  Gracias a los subsidios Rajatabla pudo convertirse en un grupo profesional y tuvo su sala propia, en el antiguo edificio del Ateneo de Caracas en la Plaza Morelos.
A partir de allí el grupo pone en escena numerosas obras y realiza giras internacionales y nacionales. La mayoría de sus obras son estrenadas en la Sala Anna Julia Rojas del Ateneo de Caracas. A través de sus obras el grupo pone énfasis en el tratamiento de temas asociados a la realidad latinoamericana, la estética del poder y como se ejerce el poder en diversos contextos históricos.
Durante su trayectoria al frente de Rajatabla (1971-1993) Giménez logró conformar un estilo en el grupo, que recurre con mucha frecuencia a grandes escenificaciones planteadas desde una estética de amplios cuadros, apoyándose en un esquema de iluminación narrativa.
En 1984, Rajatabla se separa del Ateneo de Caracas y se convierte en una fundación. En esta nueva etapa, el grupo pone varias obras en escena que reafirman su identidad, y se convierte en uno de los promotores del desarrollo del Centro de Directores para el Nuevo Teatro, el Teatro Nacional Juvenil de Venezuela, y el Taller Experimental de Teatro.

## Obras representadas
Entre más de cien obras puestas en escena se cuentan:
- Tu país esta feliz (1971)
- Venezuela tuya (1972)
- Fiebre (1974)
- Jesucristo astronauta
- Las lanzas coloradas
- Sucre; el sueño de un hombre
- Bolívar (1982)
- Señor Presidente (1977)
- El Candidato (1978)
- La muerte de García Lorca (1979)
- Cosos muertos
- El coronel no tiene quien le escriba
- La Celestina
- Animales feroces
- La honesta persona de Sheshuang (1985)
- La vida es sueño (1986)
- Peer Gynt (1991)
- Oficina número 1
- Blasón de lobos (2001)
- Cuando quiero llorar no lloro
- La Piel en llamas
- Madame de Sade
- La Casa de Bernarda Alba